# 鲍鲸鲸
鲍鲸鲸（1987年1月19日—），本名鲍晶晶。中国内地作家、编剧，毕业于北京电影学院文学系，代表作《失恋33天》，丈夫为中国导演王冉。

## 生平
鲍鲸鲸父親是軍人，母親是家庭主婦。她從小就個性內向，不善交際，但喜愛文藝，時常沉浸在文學的世界中。1998年11歲時進入中央民族大學音樂學院附屬中學，專長的樂器是揚琴。15歲時就寫過一本小說，父親還買了台筆記型電腦給她發揮。5個月裡寫了20萬字。但最後她自己覺得非常不滿意，沒有發表。2004年升大學時不想繼續學音樂，進入不須考數學的北京电影学院文學系电视剧编剧專業。她聲稱不大去上課。鲍鲸鲸喜歡的作家有嚴歌苓、李碧華、村上春樹、大衛·洛奇（David Lodge）、勞倫斯·布洛克、契訶夫、約翰·歐文等。鲍鲸鲸於2008年畢業後在上海上過一個月的班，因為適應不良，就跑回家了。後來鲍鲸鲸發現她喜愛替普通人寫生平傳記，不過市場需求清淡。
鲍鲸鲸於2009年5月開始以“大麗花”的網名在豆瓣网连载帖子《小说，或是指南》，因辛辣幽默文风广受欢迎，後來以《失恋33天》為名由中信出版社出版，鲍鲸鲸表示《失戀33天》中的黃小仙是照著她的一個好朋友寫的，王小賤原型就是她自己。2011年，由小说改编而成的电影《失戀33天》一炮而红，鲍鲸鲸因此获得第49屆金馬獎最佳改編劇本獎。2012年4月，开始在豆瓣网连载帖子《游记，或是指南》，被改编成电影《等风来》。其后开始为影视剧编写原创剧本，作品包括《浮沉》《闪光少女》等。

## 奖项
- 第49屆金馬獎最佳改編劇本獎《失恋33天》
- 2012年華鼎獎中國百強電視劇最佳編劇《浮沉》

## 作品

### 小说
| 年份   | 书名                           | 改编作品                             |
| ------ | ------------------------------ | ------------------------------------ |
| 2010年 | 《失恋33天》（小说，或是指南） | 电影《失恋33天》、电视剧《失恋33天》 |
| 2013年 | 《等风来》（游记，或是指南）   | 电影《等风来》                       |
| 2015年 | 《我的盖世英熊》               | 电视剧《欢迎光临》                   |

### 编剧
| 年份   | 类别   | 作品           | 备注                   |
| ------ | ------ | -------------- | ---------------------- |
| 2011年 | 电影   | 《失恋33天》   | 改编自小说《失恋33天》 |
| 2012年 | 电视剧 | 《浮沉》       |                        |
| 2013年 | 微电影 | 《夜店小团圆》 |                        |
| 2013年 | 电影   | 《等风来》     | 改编自小说《等风来》   |
| 2016年 | 电影   | 《奔爱》       | 滕华涛单元             |
| 2017年 | 电影   | 《闪光少女》   |                        |
| 2019年 | 电视剧 | 《闪光少女》   |                        |

## 外部連結
- 豆瓣網網頁 （页面存档备份，存于）
- 鲍鲸鲸在互联网电影资料库（IMDb）上的資料（英文）
- 鲍鲸鲸在香港影庫上的簡介